# Концепція (C++)
Концепція (англ. concept) — це доповнення до шаблонів наявних у мові програмування C++. Концепції це іменовані логічні предикати на параметри шаблонів обчислювані під час компіляції. Концепцію можна прив'язати до шаблона (шаблона класу, шаблона функції або функції члена шаблона класу), у такому випадку вона слугує обмеженням: яке встановлює множину агрументів прийнятних як параметри шаблона.
Перед тим як увійти до C++20 пропоновану ще для C++11 початкову специфікацію концепцій було переглянуто багато разів.

## Основні застосування
Основні застосування концепцій такі:
- Упровадження перевіряння типів для шаблонного програмування
- Спрощення діагностування компілятором невдалих інстанціювань шаблонів
- Вибирання перевантажень шаблонів функцій і спеціалізацій шаблоних класів виходячи з властивостей типу
- Обмеження автоматичного виведення типів

### Діагностика компілятора
Якщо програміст спробує використати аргумент, що не відповідає вимогам шаблону, компілятор згенерує помилку. Без використання концепцій такі помилки часто важко зрозумілі, бо помилки стосуються не самого виклику, а гніздяться глибше по ланцюжку викликів в тому місці де цей тип використовують.
Наприклад, std::sort вимагає, щоб два його перші аргументи були ітераторами довільного доступу. Якщо аргумент не ітератор або ж ітератор іншої категорій, то компілятор згенерує помилку коли std::sort спробує використати цей параметр як двоспрямований ітератор:
```
std
::
list
<
int
>
 
l
 
=
 
{
2
,
 
1
,
 
3
};

std
::
sort
(
l
.
begin
(),
 
l
.
end
());

```

Типова діагностика без коцепцій містить більш ніж 50 рядків коду і починається з повідомлення про невдачу компіляції виразу, що намагається відняти два ітератори:
```
In instantiation of '
void
 
std::__sort
(
_RandomAccessIterator
,
 
_RandomAccessIterator
,
 
_Compare
)
 
[
with
 
_RandomAccessIterator
 
=
 
std
::
_List_iterator
<
int
>
;
 
_Compare
 
=
 
__gnu_cxx
::
__ops
::
_Iter_less_iter
]
':
error: no match for 'operator-' (operand types are '
std
::
_List_iterator
<
int
>
' and '
std
::
_List_iterator
<
int
>
')

std
::
__lg
(
__last
 
-
 
__first
)
 
*
 
2
,
```

Із використання концепцій, помилку можна виявити і повернути таку діагностику в контексті виклику:
```
error
:
 
cannot
 
call
 
function
 
'
void
 
std
::
sort
(
_RAIter
,
 
_RAIter
)
 
[
with
 
_RAIter
 
=
 
std
::
_List_iterator
<
int
>
]
'

note
:
   
concept
 
'
RandomAccessIterator
()
'
 
was
 
not
 
satisfied

```

### Виведення типів
Концепції можна використати замість необмеженого заповнювача виведення типів auto оголошуючи змінні:
```
auto
     
x1
 
=
 
f
(
y
);
 
// компілятор виводить тип x1 відповідно до того, що повертає f

Sortable
 
auto
 
x2
 
=
 
f
(
y
);
 
// компілятор виводить тип x2, але успішно компілює лише якщо він задовольняє Sortable

```